# درک (قزوین)
دَرگ (قزوین)، روستایی از توابع بخش رودبار شهرستان شهرستان قزوین در استان قزوین، ایران است. زبان اهالی دَرگ فارسی است.

## جمعیت
این روستا در دهستان رودبار محمد زمانی قرار دارد و براساس سرشماری مرکز آمار ایران در سال ۱۳۸۵، جمعیت آن ۳۳ نفر (۱۶خانوار) بوده است.